# 황야의 나폴레옹
황야의 나폴레옹(Napoleon in the Wilderness)은 1941년 막스 에른스트가 데칼코마니 양식으로 그린 작품이다. 마그리트와 에른스트는 대표적인 초현실주의자들이다.